# Morenocetus
Morenocetus parvus
Genre
Espèce
Morenocetus est un genre éteint de cétacés qui a vécu lors du Miocène. Ses restes fossiles ont été mis au jour en Argentine.
Une seule espèce est connue, Morenocetus parvus.